# Балликрой (национальный парк)
Национальный парк Балликрой (англ. Ballycroy National Park) — национальный парк в графстве Мейо на северо-западе Ирландии. Парк создан для защиты ландшафтов гор и низинных болот на Атлантическом побережье. На территории парка находится горный хребет Нефин-Бег, высшей точкой парка является гора Слив-Карр (721 м).

## История
Земли, на которых был создан парк, ранее использовались для торфоразработок и сельского хозяйства, а также для отдыха, включая охоту и рыболовство. На территории парка остались остатки строений различного возраста, в основном использовавшихся как охотничьи домики. Перед созданием парка земля была выкуплена государством.
По территории парка проходит Бангорская тропа, существующая с конца XVI  века. Этот путь соединяет Ньюпорт с Бангор-Эррис. Эта тропа до начала строительства дорог была главным путём, связывавшим Бангор-Эррис с портом. По ней переносили товары, купленные в порту, по нему же в обратном направлении двигались ирландцы, эмигрирующие в Америку.

## Природа
Национальный парк Балликрой содержит одну из немногих полностью сохранившихся в Ирландии экосистем торфяных болот. Кроме этого, на территории парка находятся и другие природные системы: луга, вересковые пустоши, озёра и поймы рек.
Из млекопитающих встречаются лисица, барсук, выдра, заяц, малая бурозубка и несколько видов летучих мышей. На границах парка встречается благородный олень, который был выпущен тут и ранее в этой местности не встречался. В группах хвойных деревьев обитает лесная куница. В реках водится рыба (атлантический лосось, кумжа, угорь). Встречается множество видов птиц, в том числе ворон, лебедь-кликун, различные виды ястребов и соколов.  
Флора в парке характерная для соответствующих природных зон. Так, на болотах преобладают мхи и схенус черноватый. Встречаются несколько редких видов растений, в том числе Saxifraga hirculus, находящаяся под охраной.

## Геология
Территория парка, как и весь север графства Мейо, сформировалась в докембрийский период. Запад сложен из сланцев и гнейсов, восток — в основном из кварцита. Окончательно рельеф был сформирован во время последнего оледенения, которое придало горам плавные очертания и способствовало возникновению в долинах множества мелких озёр.

## Туризм
В деревне Балликрой открыт информационный центр парка. В парке обустроена также туристическая тропа с информацией о растениях.